# FK Bačka
FK Bačka (srbskou cyrilicí ФК Бачка) je srbský fotbalový klub sídlící ve městě Bačka Palanka.

## Historie
Klub byl založen roku 1945. Hraje na stadionu Slavko Maletin Vava s kapacitou 5500 diváků. Stadion byl slavnostně otevřen 7. července 1951. "Bačka" poprvé postoupila do druhé jugoslávské ligy v sezoně 1959/60, podruhé v sezóně 1988/89. Celkem "Bačka" odehrála 16 sezón ve druhé lize. Jeden z nejúspěšnějších startů v jugoslávském poháru klub zaznamenal v sezóně 1968/1969, kdy vyřadil Hajduk Split. Klub se zúčastnil několikrát finále národního poháru, naposledy v ročníku 1993/94, když ve finále porazil Radnički Niš.